# 26376 Roborosa
26376 Roborosa è un asteroide della fascia principale. Scoperto nel 1999, presenta un'orbita caratterizzata da un semiasse maggiore pari a 2,7605243 UA e da un'eccentricità di 0,1331675, inclinata di 8,55070° rispetto all'eclittica.